# Czesław Tuszyński
Czesław Tuszyński (ur. 20 lipca 1908 w Günnigfeld (obecnie część Bochum), zm. 30 stycznia 1982 w Grodzisku Wielkopolskim) – polski duchowny rzymskokatolicki, długoletni zasłużony proboszcz kościoła farnego w Grodzisku Wielkopolskim. 

## Życiorys
Urodził się w Niemczech, gdzie jego ojciec pracował jako górnik w kopalniach. W 1911 r. rodzina wróciła do Polski i osiedliła się w Krotoszynie. Tam też Czesław Tuszyński ukończył szkołę powszechną, a następnie Państwowe Gimnazjum Klasyczne im. Hugo Kołłątaja. W 1927 r. został przyjęty do Seminarium Duchownego w Poznaniu. 12.06.1932 z rąk kardynała Augusta Hlonda przyjął święcenia kapłańskie. Przed II wojną światową pełnił służbę duszpasterską m.in. Kościele św. Wojciecha w Poznaniu, a także w parafiach w Buku i Kowanówku.
21 grudnia 1940 r. dzięki staraniom biskupa Walentego Dymka przybył do Grodziska Wielkopolskiego. Do 1945 r. był jedynym księdzem katolickim w mieście, wolno mu było odprawiać dla mieszkańców tylko dwa nabożeństwa w miesiącu w kościele św. Ducha. W latach okupacji i później działał na rzecz lokalnej społeczności. Przyczynił się m.in. do przekazania parafii katolickiej i uratowania miejscowego kościoła poewangelickiego. Pochowany na cmentarzu w Grodzisku Wlkp. Jest patronem ulicy i ronda w pobliżu grodziskiej fary, a mieszkańcy miasta przyznali mu zaszczytny tytuł Grodziszczanina 700-lecia.